# Пастина (Пиза)
Пастина је насеље у Италији у округу Пиза, региону Тоскана.
Према процени из 2011. у насељу је живело 326 становника. Насеље се налази на надморској висини од 215 м.